# Refrain
Ein Refrain ([ʀəˈfʀɛ̃ː]; von altfranzösisch refraindre „wiederholen“; deutsch Kehrreim oder Kehrvers) ist die regelmäßige Wiederholung von Versen innerhalb von strophischen Gedichten und Liedern.
Inhaltlich unterschieden wird dabei in die Wiederholung bloßer Laut- oder Tonfolgen (Tonrefrain, beispielsweise beim Jodler) und der Wiederholung von Worten oder Wortfolgen (Wortrefrain). Ein sich identisch wiederholender Refrain wird fester Kehrreim genannt; wenn bei der Wiederholung entsprechend dem Inhalt der jeweiligen Strophe variiert wird, so bezeichnet man das als flüssigen Kehrreim.
Von der Position der wiederholten Verse her werden unterschieden:
- Endkehrreim oder Schlussrefrain: jeweils am Ende der Strophe; der häufigste Fall
- Anfangskehrreim, Anfangsrefrain oder Gegenrefrain: jeweils am Anfang der Strophe
- Binnenkehrreim: jeweils im Inneren der Strophe

Beim innen- oder binnenstrophigen Kehrreim wird ein Vers innerhalb einer Strophe wiederholt. Eine spezielle Form ist der Rahmenreim, bei dem der Anfangsvers einer Strophe an deren Ende wiederholt wird. Rahmenreim gehört zu den Gedichtformen Rondeau und Triolett.
Von periodischem Kehrreim spricht man, wenn ein Kehrreim nicht in jeder einzelnen Strophe erscheint, wie etwa der Anfangskehrreim in der 1. 4. und 7. Strophe in Georg Herweghs Aufruf, oder wenn ganze Strophen in Abständen wiederholt werden wie in Friedrich Rückerts Aus der Jugendzeit. Wechseln sich zwei verschiedene Kehrreime an entsprechender Strophenposition ab, so nennt man das alternierenden Kehrreim.
Eine Sonderform des Refrains ist der Kettenkehrreim, bei dem der Kehrreim nach jeder Strophe um einen Vers erweitert wird. Bekanntes Beispiel ist das Weihnachtslied The Twelve Days of Christmas. Wenn diese Kettung in umgekehrter Reihenfolge verläuft, also wenn der hinzukommende Vers am Anfang des Refrains eingefügt wird, spricht man von einem rückwärts laufenden Kettenkehrreim, wie er zum Beispiel im Lied Jan Hinnerk vorkommt.
Die Funktion des Refrains im Gedicht besteht in Bündelung, Rückführung und Intensivierung. Er bindet die Strophen über die Responsion hinausgehend aneinander und gliedert das Gedicht in seiner Gesamtstruktur. Er gibt vor allem in erzählenden Gedichten, Balladen und Liedern die Grundstimmung vor, ein bekanntes Beispiel ist der Refrain Nevermore in Edgar Allan Poes Gedicht The Raven. Weitere Beispiele, in denen der Refrain die gesamte Aussage eines Gedichts bündelt, sind etwa der flüssige, titelgebende Endkehrreim in Adelbert von Chamissos Die Sonne bringt es an den Tag oder der Schlagwortrefrain Der Freiheit eine Gasse! im gleichnamigen Gedicht von Georg Herwegh. Zusammen mit Reim und Versmaß erleichtert der Refrain, sich den Text zu merken, eine grundlegende Funktion für die mündliche Überlieferung.
In der Popmusik ist der Refrain der eigentlich tragende Teil, um den ein Lied oftmals geradezu herumkomponiert ist. Nicht selten kommt es vor, dass ein Musikstück in seiner zweiten Hälfte nur noch aus ständigen Wiederholungen des Refrains besteht, der allenfalls zum Zwecke einer letzten Steigerung noch um einen Halbton höher gerückt (sequenziert) wird, bevor dann langsam ausgeblendet wird (Fade-Out). Häufig wird hierfür der aus dem Englischen stammende Begriff Chorus verwendet. In der Rapmusik bildet der oft gesungene Refrain häufig den Höhepunkt (Hookline) des Stücks, daher wird dort auch der englische Begriff Hook als Synonym für Refrain verwendet.
In liturgischem Zusammenhang bezeichnet Kehrvers auch die Antwort der Gemeinde auf solistisch vom Kantor vorgetragene Textteile, z. B. beim Psalmengesang.